# 한신 (회음후)
한신(韓信, ? ~ 기원전 196년)은 초한쟁패기, 전한 시기의 군인, 정치가이다. 중국 역사에서 손꼽히는 명장으로, 한 고조의 부하로 수많은 전투에서 승리해 초한전쟁의 패권을 결정지었다. 장량, 소하와 함께 한초삼걸(漢初三傑)로 불리며, 소하가 국사무쌍(國士無雙)이라고 일컬은 인물이다.
그러나 한편으로는 자기 이익을 위해서라면 동료도 무시하거나 살해하고 멋대로 전쟁을 벌이거나 상관도 협박하는 안하무인적 행태로 비판받았으며 결국 초한전쟁 이후 반란혐의로 숙청당한다.
출신은 동해군 회음현(지금의 화이안 시 화이인 구) 사람이다.
중국(中国) 역사상 손에 꼽히는 군사 전략가 한신에 대해 역사가 배인(裴駰)은 한 고조 유방이 천하를 통일하게 만든 한초삼걸(漢初三傑)의 하나였다고 평했다.

## 생애

### 임관 전
평민 출신으로, 가난하고 품행이 좋지 못해 관리로 천거되지도 못하고, 생업을 꾸려나가며 장사를 하지도 못해, 항상 남의 집에 붙어먹으며 살았기 때문에 많은 사람들이 싫어했다. 회음현의 속향 하향(下鄕)의 남창정장(南昌亭長)에게 몇 달 간 기식했는데, 정장 아내가 이걸 싫어해 하루는 일찍 아침밥을 차리고 미리 식사해, 식사 때가 돼 한신이 찾아오니 밥이 없었다. 한신은 그 속셈을 알아채고, 분노해 그곳을 떠났다.
성 아래에서 낚시질을 하는데, 굶고 있는 모습이 그곳에서 빨래하는 여자 중 하나에게 띄어 그가 주는 밥을 받아먹고 “훗날 부인에게 반드시 많이 보답하겠소.”라 답했다. 그 부인은 노해 말했다. “사내자식이 스스로 밥도 못 먹고 다니기에, 왕손이 불쌍해서 밥을 좀 줬기로서니, 어찌 보답을 바라겠느냐?”
성 내의 무뢰배 젊은이들이 칼을 차고 다니는 한신을 비웃으며, “죽음을 각오할 수 있으면 그 칼로 나를 찔러라. 못 하겠다면, 내 가랑이 밑으로 나와라!” 라고 모욕을 주었다. 한신은 그 사람을 한 번 보고는 허리를 굽혀 그 가랑이 사이를 기어나갔다{과하지욕(袴下之辱)}. 그래서 그 시장 사람들은 모두 그를 비웃으며 겁쟁이로 여겼다.

### 한나라의 대장군
이후 항량이 거병해 회수를 넘어 북상하자 칼을 차고 그의 휘하에 들어갔으며, 항량이 장함과 싸우다 죽자 항우의 밑에서 낭중(郞中)이 되어 자주 간언했다. 그러나 항우는 그 책략을 쓰지 않았다. 기원전 206년, 진나라를 멸한 항우가 천하를 나누고 유방을 한왕으로 봉해 촉으로 처넣자 초나라를 떠나 한나라로 갔다. 그러나 그곳에서도 제대로 평가받지 못하고 연오(連敖)가 되었다가, 법에 걸려 참형에 처해졌다. 동료 13명이 모두 처형되고, 자신 차례가 되었을 때, 등공 하후영을 만나 말했다. “전하께선 천하를 가지고 싶지 않습니까? 어찌 장사를 베리이까?” 하후영은 그 말을 특이하게 여기고, 그 행색이 건장함을 보고, 풀어주고 대화한 후 기꺼이 유방에게 천거해 치속도위(治粟都尉)가 됐으나, 아직 유방에게서 인정받지는 못했다. 한신은 한나라 승상인 소하와 자주 대화했고, 소하에게서 드디어 그 재능을 인정받았다.
드디어 한왕 일행은 관중을 떠나 한나라의 서울 남정으로 출발했는데, 도망치는 장수들이 수십 명이었다. 한신은 소하가 자신을 유방에게 자주 천거했으나 받아들여지지 않았다고 생각하고 달아났다. 이를 들은 소하는 미처 유방에게 알리지도 못한 채 허겁지겁 한신을 쫓아가 데려왔고, 소하가 달아난 줄 알고 손발을 잃었다고 여긴 유방은 돌아온 소하를 꾸짖었다. 이에 소하는 유방에게 한신은 국사무쌍(國士無雙) 곧 나라에 비견할 자가 없는 선비며, 한중에서 계속 왕노릇 할 거라면야 굳이 한신을 쓸 필요는 없지만 천하를 다투고자 한다면 한신이 꼭 필요하다고 천거했다. 유방은 처음에 한신을 장군으로 쓰겠다고 했지만, 소하가 한신이 그러면 달아날 것이라 해 대장군으로 삼기로 했다. 그리고 유방이 즉시 한신을 불러 임명하려 하니, 소하는 그런 무례한 태도로는 안 된다고 해 좋은 날짜를 잡고 목욕재계하고 단을 쌓고 예를 갖춰야 한다고 했다. 그래서 유방은 그대로 했고, 모든 장수들은 자기가 대장군이 될 것이라 생각하고 기뻐했는데, 막상 한신이 대장군이 되니 모두 경악했다.
예식이 끝난 후 유방에게 계책을 자문받자, 유방의 적은 항우임을 확인하고 항우의 약점을 일장 연설했다.

- 첫째, 항우는 용맹하지만 현능한 장수에게 임무를 맡기지 못하니 이것은 필부의 용맹(필부지용)일 뿐이다.
- 둘째, 항우는 남을 공경하며 자애하고 병든 사람을 위해 울며 음식을 나누지만, 정작 공을 세운 사람에게 작위를 줄 때에는 도장이 닳도록 망설이니 이른바 부인의 어짊(부인지인)일 뿐이다.
- 셋째, 천하를 아우르면서 관중이 아니라 팽성에 도읍을 두었다.
- 넷째, 의제와 약속을 어기고 친애하는 사람을 왕으로 세우니 제후들이 불평한다.
- 다섯째, 제후들에게 자기 주인 의제를 강남으로 내쫓은 것을 보여줘, 그들이 제 주인을 내쫓고 좋은 땅에서 왕노릇하게 했다.
- 여섯째, 가는 곳마다 학살하므로 사람들이 원망하고 가까이하지 않으며, 무서워서 그 위세에 눌렸을 뿐이니, 패자라 하나 실은 인심을 잃었다.

그리고 항우가 관중을 셋으로 나누어 왕노릇하게 한 옛 진나라 장수 옹왕 장함, 새왕 사마흔, 적왕 동예와 유방을 비교해 유방이 삼진의 왕보다 우위에 있다고 말했다. 정리하면 다음과 같다.
삼진의 왕들은 진나라 장수였기에 그들 휘하에서 전사한 장졸도 많거니와, 항우가 진나라 장졸들을 다 죽이고 그들만 살렸기에 진나라 백성들의 원망을 한몸에 받고 있다. 반면 유방은 관중에서 함부로 사람들을 죽이지 않고 진나라의 가혹한 법을 완화해 진나라 사람들의 인망을 샀다. 또 삼진의 왕들은 의제의 약속을 어기고 항우가 억지로 봉한 것이고, 반면 유방은 의제의 약속에 따라 가장 먼저 관중에 들어왔으므로 관중의 왕이 될 자격이 있으며 진나라 백성들도 따라서 유방을 따를 것이다.
유방은 한신의 제안을 기뻐해, 한신의 계책에 따라 즉시 삼진을 칠 장군들의 부서를 정했다.
8월, 유방은 한신의 계책대로 고도(故道)를 따라 돌아와 옹나라 왕 장함을 쳤다. 장함은 진창, 호치에서 연이어 패퇴해 수도 폐구로 달아났다. 한왕 2년(기원전 205년), 새왕 사마흔, 적왕 동예, 하남왕 신양이 모두 항복했다. 왕흡과 설구는 무관을 나와 남양의 왕릉과 합류해 패에 있는 유방의 가족들을 데려오게 하니, 항우가 새로 세운 한(韓)나라 왕 정창(鄭昌)이 저항했다. 유방은 한나라 왕족으로 한나라 태위를 맡은 한신을 시켜 정창을 무찌르고 대신 한왕으로 삼았다. 3월, 임진에 이르자 서위왕 위표가 나와서 항복했고, 은왕 사마앙을 사로잡았다. 이렇게 삼진과 함곡관 밖의 하남, 한, 은을 평정했다. 그리고 조나라, 제나라의 도움까지 얻어 초나라로 진격해, 4월에 팽성에 이르렀으나 항우의 반격을 받아 뿔뿔이 흩어져 돌아갔다(팽성 전투). 한신은 이 패잔병들을 모아 유방과 합류하고, 경과 색 사이에서 초나라의 추격군을 격퇴해 초나라가 더 서쪽으로 진격하지 못하게 했다.

### 북벌

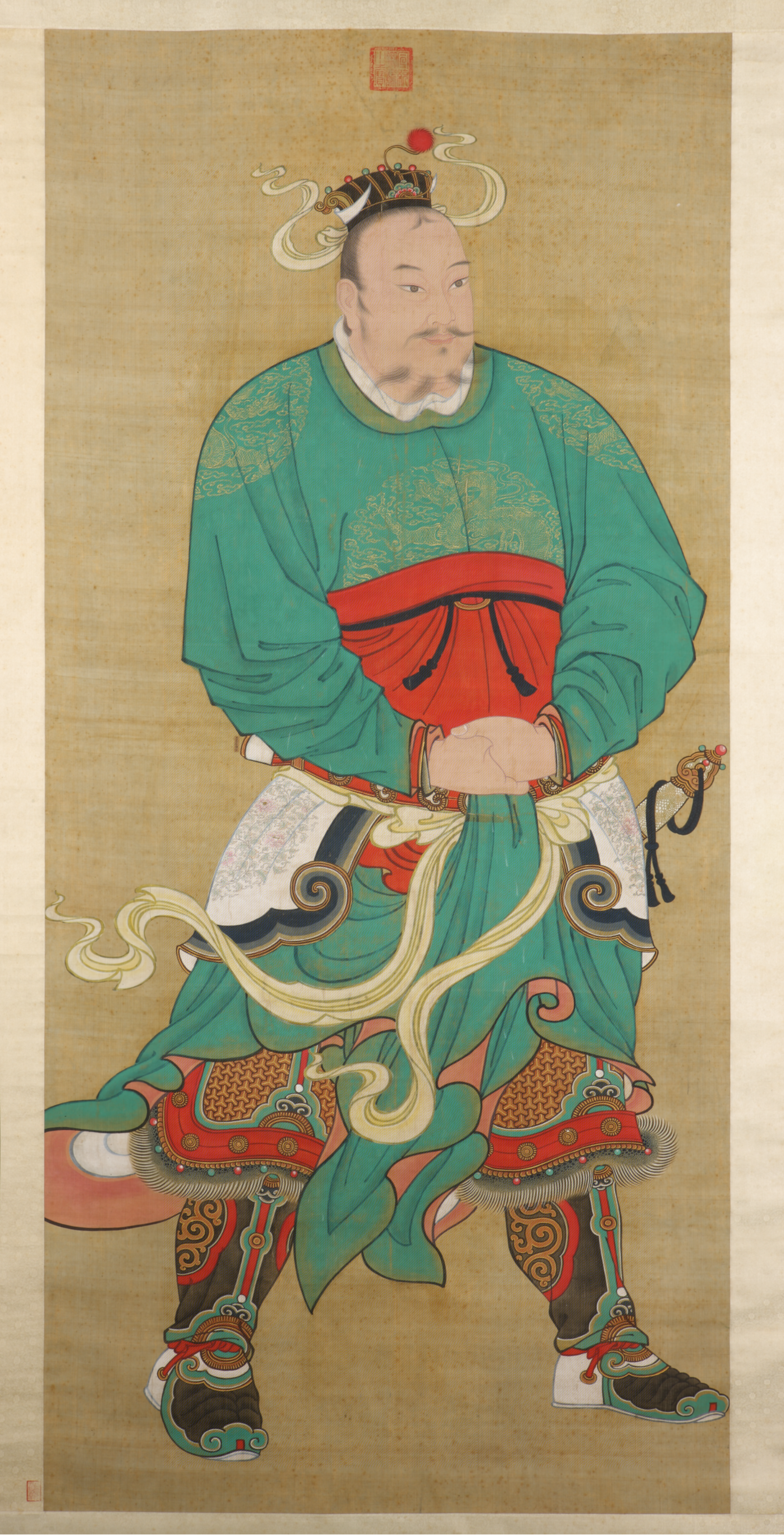
한신

팽성 전투의 패배로 한나라와 연합한 제후들이 잇따라 연합에서 벗어났고, 당장은 배반하지 않은 서위왕 위표마저도 4월, 5월 또는 6월에 귀국하고서 한나라에 반기를 들었다. 한나라는 역이기를 보내 위표를 설득했으나 소용이 없어, 8월에 한신을 좌승상으로 삼고 이미 가좌승상(假左丞相)인 조참과, 기병대장을 맡은 관영과 함께 위나라를 공격하게 했다. 이때 역이기가 위나라의 대장은 백직(柏直), 기병대장은 풍경, 보병대장은 항타라고 전하자, 유방은 이들이 각각 한신, 관영, 조참의 상대가 되지 못하니 걱정할 게 없다고 했다. 한신은 혹시 주숙(周叔)이라는 인물이 대장이 되지 않았냐고 다시 역이기에게 물었으나 백직이 맞다고 하자, “더벅머리 아이 같은 놈들!”이라고 답하고 전쟁에 나섰다.
위표는 황하 나루를 끊고 포판에 주둔해 임진에서 한군이 건너오는 것을 막았다. 한신은 임진에 병사를 부풀리고 배를 늘어놓아 건널 것처럼 해놓고, 실제로는 임진보다 북쪽에 있는 하양에서 목앵부(木罌缶)를 써서 황하를 건너 안읍을 습격했다. 위표는 놀라서 한신을 맞아 싸우러 갔고, 결국 8월 혹 9월에 위표는 한신 등에게 사로잡혔다.
서위를 멸한 후, 유방에게 글을 올려 북쪽과 동쪽의 나라들을 원정하기 위한 3만 명 증원을 청했다. 유방은 이를 승인하고, 옛 항산왕으로써 유방에게 망명해 온 장이도 보내 함께 대나라와 조나라를 치게 했다. 당시 대나라 왕은 진여였으나 조나라 왕 조헐을 돕고자 조나라에 있었기에 자기 부하 하열(夏說)을 대나라 재상으로 삼아 대나라를 지키게 했었다. 이에 대나라를 무찌르고 하열을 알여에서 사로잡았는데, 유방이 형양에서 초나라를 막는 데 쓰려고 사람을 보내 정예병을 거두어갔다.
한신과 장이는 수만 명의 군대를 거느리고 동쪽으로 가 정형을 무찌르고 조나라를 치고자 했다. 조나라에서는 왕과 성안군 진여가 호왈 20만 대군을 정형구에 모아놨는데, 광무군 이좌거가 적은 원정군이므로 싸우지 말고 수비를 견고하게 하는 한편 자신에게 3만 명만 주어서 보급로를 끊을 것을 제안했다. 그러나 진여는 이 계책을 거부했다. 한신은 간첩을 통해 이 소식을 전해듣고 기뻐하며 나아갔다. 정형구 30리 앞에서 멈추고 밤중에 경기병 2천 명을 뽑아 사람마다 붉은 기를 주어 샛길로 가 조나라 진영이 보이는 곳에 매복하게 했다. 그리고 명령했다. “조나라는 우리가 달아나는 것을 보거든 벽을 비우고 우리를 쫓으리니, 너희는 재빨리 들어가서 조나라 기치를 뽑고 한나라 기치를 세워라.” 그리고 전군에 간단하게 식사를 하게 하며 “오늘 조나라를 무찌르고 모여서 포식하자.”라고 했다. 제장들은 아연했으나 거짓으로 “예.” 했다.
한신은 적이 견고한 지역에 먼저 진영을 펼쳤으므로, 대장기와 북을 가지고 출전하지 않으면 조나라가 아군이 싸우지도 않고 돌아갈 것이라고 여길 것이라고 하고서는, 1만 명을 먼저 보내 강을 등 뒤에 끼고 진치게 했다[배수진(背水陳)]. 조나라는 이걸 보고 크게 웃었다. 아침, 대장기와 북을 가지고 정형구로 출진하니, 조나라는 벽을 열고 맞서 싸웠다. 한신과 장이가 북과 대장기를 버리고 강가의 진으로 달아나자 조나라는 벽을 비우고 한나라의 북과 대장기를 다투며 한신과 장이를 추격했다. 그러나 한신과 장이는 이미 진으로 돌아왔고, 한군은 죽음을 무릅쓰고 싸웠다. 그리고 한신이 매복한 군대가 조나라 벽을 장악하고 조나라 기를 뽑고 한나라 기로 대신 세웠다. 조나라 군대는 한신과 장이 등을 사로잡지 못해 물러나려는데, 벽에 한나라의 붉은 기가 올라와 있어서 죄다 크게 놀라고 한나라가 이미 조나라 왕과 장수들을 무찔렀다고 생각해 어지럽게 달아났다. 조나라 장수가 달아나는 병사를 베었으나 이를 억제할 수 없었다. 한나라 군대는 조나라 군대를 협격해 사로잡고, 성안군을 저수 가에서 베고 조나라 왕 헐을 사로잡았으니, 한왕 3년(기원전 204년) 10월이었다.
한편, 정형 전투를 치를 무렵 조참에게 따로 명령을 내려 유방에게로 회군하고, 그 길에 조나라의 별장 척장군이 있는 오성(鄔城)을 치게 했다. 조참은 오성을 함락하고 오창에서 유방과 합류했다.
전투 후 제장들이 모두 하례하고, 병법에서 산의 능선을 오른쪽에 끼고 왼쪽에 물을 끼라 한 것을 어기고 강을 등 뒤에 끼고 싸워서 이긴 것은 대체 어찌된 일인지 물었다. 답하길, 병법에서 사지에 빠진 뒤에야 살 수 있고 망지에 던져진 후에야 있을 수 있다 한 것을 따른 것으로, 아군 병사들은 전쟁에 익숙한 병사가 아니라 시정잡배들을 긁어모은 것이라서 사지에 있으니까 싸운 거지 생지에 뒀으면 달아났을 것이라 했다.
전투 중에 군령을 내려 광무군을 죽이지 말고 천금을 걸어 생포할 것을 명령했다. 광무군이 사로잡혀 오자 몸소 결박을 풀고 그를 스승으로 모셨다. 광무군은 스스로 패장이라 여겨 조언할 자격이 없다 했으나 설득해 털어놓게 하니, 비록 한신이 위·대·조 삼국을 단시간에 무찌르고 성안군을 베어 위명이 드높지만 그 군대는 피곤하고 식량은 다해 가므로 연나라를 치기에는 부족하다고 지적하고 병사를 쉬게 하고 연나라는 사신을 보내 설득하자고 했다. 한신은 이를 받아들여 연나라 왕 장도에게 사신을 보내 한나라에 종속하게 하고, 또 장이를 왕으로 삼아 조나라를 안정시킬 것을 유방에게 청했다. 유방은 이를 받아들였다.
초나라가 강을 건너 자주 조나라를 치자, 조나라 왕 장이와 함께 왕래하며 조나라를 구원하고 조나라 성읍을 평정하는 한편 유방의 한나라에도 구원군을 보냈다.
이즈음 유방은 초나라와의 싸움에서 위기를 맞이해, 6월에는 최전선인 형양이 함락되고 성고가 포위되었다. 유방은 성고를 나와 홀로 하후영과만 장이의 군을 따라 수무에 이르러, 하룻밤 자고 새벽에 한나라 사자라고 말해서 한신과 장이의 진영에 들어왔다. 둘이 자고 있을 때 유방은 도장과 부절을 빼앗아 장수들을 재배치했다. 한신과 장이는 함께 일어나서는 한왕이 온 줄 알고 놀랐다. 이렇게 군을 빼앗긴 한신과 장이는 유방의 명령을 받아, 장이는 조나라를 지키고 한신은 상국이 돼 조나라에서 신병을 모아 제나라를 치는 임무를 맡았다. 앞서 유방에게 보낸 조참도 제나라 원정에 합류시켰다.

### 제나라 왕
한왕 3년(기원전 204년) 9월, 유방이 역이기를 보내 제나라를 항복시켰다. 한신이 아직 평원에 이르기 전, 이 소식을 듣고 제나라 정벌을 멈추려 했다. 그러나 괴철이 이대로 가면 역이기가 투항시킨 제나라 70성이 한신이 원정하여 얻은 50성보다 더 많으니 입만 쓰는 역이기 따위보다도 못하게 되겠다며 제나라 원정을 강행하자 하니, 이를 따라 그대로 진격해 강을 건너 역하의 제나라 군대를 엄습했다. 그렇다 제나라는 이미 한나라와 화친했으므로 대비를 하지 않았기에 한신의 공격에 그대로 깨져나가, 제나라 서울 임치까지 이르렀다. 역이기에 속았다고 느낀 제나라 왕 전광은 분노해 역이기를 삶고 고밀로 달아나 항전하고 한나라 군대와 싸우기 위해 항우의 18제후왕 분봉 이래 자국민을 수차례 학살한 초나라와 줄곧 싸워왔음에도 초나라에 구원병을 청했다. 한신은 임치를 평정하고 고밀까지 추격했다. 초나라는 용저에게 호왈 20만 군대를 보내 제나라를 구원하게 했다. 한왕 4년(기원전 203년) 10월의 일이었다. 한편 유방과 다른 한나라 장수들은 자기 이익을 위해서라면 동료마저 살해하고 전략마저 어그러뜨리는 한신을 본격적으로 의심하며 견제하기 시작한다.
아직 초군과 제군이 합류하지 않았을 때, 용저에게 혹자가 지구전을 할 것을 청했으나 용저는 한신이 관직을 지내기 전 빨래하는 여자에게 밥이나 얻어먹고 바짓가랑이 밑으로 기어다니는 수욕을 당한 자라며 우습게 여기고는 또 싸워서 공을 세워 제나라 반을 얻자며 개전을 결심했다. 양측이 유수(濰水)를 끼고 진을 치자, 밤중에 몰래 주머니 만여 개로 모래를 넣어 상류를 막아두고 진격해 용저를 쳤다가 거짓 후퇴했다. 마침내 용저가 강을 건너 추격하자, 상류를 막아놓은 옹벽을 터 용저 군 태반이 건너지 못한 상황에서 급히 쳐 용저를 죽였다. 강 동편의 용저 군은 달아났고, 전광은 떠났다. 북으로 성양까지 추격해 전광을 사로잡았고, 초나라 군을 항복시켜 제나라를 평정했다. 한왕 4년(기원전 203년) 11월의 일이었다. 그러나 한신이 제나라를 무리하게 정복한 탓에 후유증이 심해서 제나라 각지에서는 반란이 일어났고 이것 때문에 조참 등 상당수의 병력들이 해하전투같은 중요한 전투에 참전하지 못하고 초한전쟁이 끝날때까지 제나라에 묶여있어야 했고, 한신의 사사로운 제나라 정벌로 한나라는 더 오랫동안 항우와 전쟁을 이어나가야했다.
한신은 제나라 정벌 후 이 제나라의 반란을 핑개삼아 유방에게 사자를 보내 제나라를 안정시키기 위해 자신을 임시 왕으로 봉해달라고 청했다. 이즈음 유방은 팽월에게 구원군을 보내 수양성 일대를 휩쓸게 하고, 항우가 팽월과 싸우러 간 사이 항우가 성고에 남겨놓은 대사마 조구를 무찔러 다시 성고와 형양을 회복해 초나라와 광무산에서 대치하는 중이었는데, 한신의 제안을 듣고 노해서 말했다.
“내가 이제까지 곤해서, 아침저녁으로 네가 와서 나를 돕기를 바랐는데, 자립해서 왕이 되겠다고!”
그러나 숨어 있던 장량과 진평이 슬쩍 발을 밟고는 귀엣말로
“한나라가 불리하니 어찌 한신이 왕이 되겠다는 걸 막겠습니까? 자립하게 하고 잘 대해줘서 스스로 지키게 하는 것만 못합니다. 안 그러면 변이 있으리이다.”
했다. 유방은 곧 깨닫고, 다시 사신을 꾸짖었다.
“대장부가 제후를 평정했으면 진짜 왕이 되는 거지, 임시 왕이 뭐냐?”
장량을 보내 한신을 제나라 왕으로 삼고, 병사를 모아 초나라를 치게 했다.  장량과 진평의 조언에서 알 수 있듯이 이 시점에서 한신은 언제든지 반란을 일으킬 반란분자로 낙인이 찍힌다.

### 한나라의 중국 통일
초나라에 용저가 죽었다는 소식이 들어가자 서초패왕 항우는 두려워하는 한편 제나라 정복과 제왕 임명 과정에서 불거진 한신과 유방 사이의 불편한 관계도 간파한다. 이에 우이 사람 무섭(武涉)을 보내, 한나라를 배반하고 초나라와 함께해 천하를 셋으로 나누자고 제안했다. 무섭은 항우가 한신과 예전에 알고 지냈었고, 유방은 욕심이 많고 항우와 맺은 약속을 자주 배반하여 믿을 수 없으며 항우가 망하면 그 다음 차례는 한신일 것이라 설득하며 한신이 한나라를 배신하고 항우를 지원해 천하를 삼분하는 것이 제나라를 얻을 방법이라고 설득한다. 그러나 한신은 예전 항우의 휘하에선 극을 잡는[집극(執戟)] 낭중에 불과했고 조언도 거절되기만 한 반면 유방 휘하에서는 중용되었으니 유방을 배반할 수 없다며 거절했다. 무섭이 떠나간 이후, 괴철도 한신이 천하의 저울추를 지녔음을 알고 천하를 세 솥 발같이 나누자고 설득했으나, 차마 한나라를 배반할 수 없고 자신의 공도 크니 유방이 자신의 제나라를 뺏지는 못할 것이라 여겨 거절했다. 이에 괴철은 한신이 그릇이 아님을 깨닫고 반란을 권유한 죄로 죽지 않기 위해 미친척을 하며 무당으로 숨어살게된다.
다만 다른 해석으로는 당시 한신의 군대와 부하 장수들이 조참, 관영 등 유방을 고향 풍패에서나 거병때부터 함께하며 유방을 적극적으로 따르는 사람들이었기에 한신이 함부로 배신할 수 없었다는 해석도 있다.
유방은 형양 근처의 홍구를 기준으로 천하를 동쪽의 초나라와 서쪽의 한나라로 나누자고 항우와 약조했으나, 항우가 회군하자 장량과 진평의 조언을 받아들여 항우를 추격해 한왕 5년(기원전 202년) 10월에 양가에 머물렀다. 이때 한신은 팽월과 함께 출병을 명령 받았으나, 둘 다 오지 않아 한군은 고릉에서 초나라에 대파됐다. 유방이 장량의 조언을 받아들여 한신과 팽월의 봉토를 정해주자, 그제서야 해하로 가 유방에게 합류했다. 팽월 역시 왕으로서 영토를 받고서야 마찬가지로 유방에게 합류했다. 12월, 초나라와 한나라가 결전을 벌인 해하 전투에서는 한나라 군 30만을 직접 지휘해 초나라를 무찔렀다.

### 초나라 왕
항우가 죽은 후, 회군하던 중 정도에서 유방의 습격을 받아 군대를 빼앗기고 제나라 대신 옛 항우가 18제후왕 분봉 당시에 받은 서초 일대를 받아 초나라 왕으로 옮겼고, 동해군 하비현(현 피저우시)에 서울을 두었다. 강요된 봉토 이전이기는 해도, 초나라는 한신의 고향 땅이며, 규모도 89현으로 73현의 제나라보다 더 컸다. 정월에는 다른 제후왕들과 함께 상소해 유방에게 황제의 존호를 바쳤다.
초나라에 와서는 밥을 얻어먹은 빨래하는 여자를 불러 천금을 주었고, 하향의 남창정장에게는 밥을 주다 말았다며 돈 100을 주었다. 그리고 자기를 가랑이 밑으로 기어 모욕을 준 사람도 불러 중위로 삼고, 여러 장상들에게 말했다.
“이자는 장사다. 나를 욕보였을 당시에 내가 어찌 죽일 수 없었겠는가? 죽여도 이름을 낼 수 없어 지금 성공하기까지 참은 것이다.”

### 회음후로의 폄작, 죽음
항우의 주요장수로 활약하던 종리말은 집이 이려에 있어 젊어서부터 한신과 알고 지낸 사이였는데, 해하전투에서 항우에게 이탈한 뒤 떠돌다 한신에게 몰래 망명하게 된다. 한나라에서는 항우군의 핵심 장수였던 종리말을 체포하라는 조서를 전국에 내렸지만 한신은 이를 무시하고 종리말을 계속 숨겨준다. 그리고 한신은 자기 나라에 막 처음 와서, 현과 읍을 다닐 때 병사들을 거느리고 다녔는데, 이걸 보고 한신이 모반하려 한다고 말하는 일이 있었다. 12월, 소식을 들은 유방도 한신이 종리말같은 항우의 잔당들과 같이 반란을 도모할 것을 우려해 좌우에 의견을 물었는데, 이미 한신은 제나라 정벌때 자기의 사사로운 이익을 위해서 쓸때없는 전쟁을 벌여 초한 전쟁을 장기화하고 그 과정에서 동료(역이기)도 죽게 하는 행태로 한나라의 주요 인사들에게 낙인히 찍혀있었다. 때문에 한고조의 신하들은 “조속히 병사를 내어 그 더벅머리 아이를 묻어버려야 합니다!”라며 서로 한신을 치겠다고 다투었다. 그러나 유방은 아직 반란과 흉노의 준동으로 어지러운 상황에서 함부로 전쟁을 벌이는 건 여렵다고 판단. 한신과 초나라 정병들이 한나라 장수와 병사들보다 낫다고 진평에게 말했고, 진평의 계책에 따라 운몽에서 놀려 한다는 이유로 초나라 서쪽 변경의 진현에 제후들을 불러모아 한신을 사로잡으려 했는데, 한신은 이를 몰랐다.
유방이 초나라에 오자, 병사를 내자니 자기는 무죄하고 황제를 알현하자니 잡힐 것 같아 두려워했다. 혹자가 종리말을 베어 가면 될 것이라고 해 종리말과 상의했는데, 종리말은 자기를 죽여 황제에게 아첨하려 하는 한신을 꾸짖고 자결했다. 한신은 종리말의 목을 가지고 유방을 뵈었으나, 포박되어서 후거에 갇혀 압송되었다. 그리고 낙양에서 유방에게 용서를 받아 초왕 작위를 한신에게 빼앗아 자신의 친인척에게 맡긴 뒤 한신을 사면하고. 기원전 201년 음력 4월에는 회음후로 봉해진다. 그리고 한신의 나라였던 초나라는 형나라와 초나라 둘로 나누어 유방의 친척 형 유고와 유방의 동생 원왕에게 봉했다.
이후 유방이 자기를 싫어한다는 것을 알고, 병을 핑계삼아 조회에 나가지 않으면서 항상 원망하고 마음속에 불만이 가득히 지냈으며, 주발·관영 등과 동렬에 있음을 부끄러워했다. 한번은 번쾌의 초대를 만났는데 번쾌가 자신을 '신하', 한신을 '대왕'이라 일컬으며 정중히 대접했지만, 한신은 번쾌의 집에서 나오며 내가 번쾌 따위와 동렬이 되었다며 자조했다. 그리고 한번은 연회때 군대를 다루는데 황제인 유방보다 한신 자신이 더 뛰어나다는 식으로 말하며 유방을 자극했다. 이런 행태로 한신은 인망을 점점 더 잃어갔다.
기원전 197년 진희가 반란을 일으켜 유방이 반란을 토벌하러 간 사이, 가신이었던 난열이 동생을 통해 한신이 진희의 난에 가담했다고 여태후에게 밀고함으로써 장락궁으로 소환되어 참수형에 처해지고, 삼족이 멸문의 화를 당하게 된다.

## 고사성어

### 토사구팽
| “ | [果若人言 狡兎死良狗烹 飛鳥盡良弓藏 敵國破謀臣亡 天下已定 我固當烹] | ” |

“과연 사람들의 말대로다. '교활한 토끼가 죽으면 좋은 개는 삶기고, 나는 새가 떨어지면 좋은 활은 넣어두고, 적국이 깨지면 모신은 죽는다'더니! 천하가 이미 평정되었으니 나는 마땅히 삶기겠구나!”
고사성어인 토사구팽은 한신 덕분에 유명해졌으나 한신이 태어나기 이전인 춘추전국시대 월나라 왕 구천의 신하인 범려가 오나라를 멸하고서 구천의 심중을 꿰뚫어보고서 관직을 내놓으면서 문종에게 함께 물러나자고 권하면서 처음 사용한 표현이다. 범려는 초야에 숨어 화를 면하였으나 문종은 구천에게 충성을 다하다 트집을 잡혀 자결한다. 한신은 운몽에서 유방에게 사로잡혀 압송될 때 이 고사를 인용한 것이다. 사기 회음후열전에 나오는 기사다. 한서 한신열전에서는 “'교활한 토끼가 죽으면 좋은 개는 삶긴다'더니!”로 끝나고 그 뒤는 없다.

### 다다익선
고제가 일찍이 장수들의 능력을 평가한 적이 있었는데, 한신에게 장군으로서 자신의 자질을 평가해 달라 하자 답했다.
“폐하께서는 십만 명을 넘지 않는 규모를 지휘할 수 있습니다.”
고제가 다시 물었다.
“그러면 공은 어떻소?”
그러자 답했다.
“저는 많으면 많을수록 좋습니다.”[如臣, 多多而益善耳.]
고제가 웃으면서 말했다.
“많으면 많을수록 좋다면, 어째서 나에게 사로잡힌 것이오?”
그러자 답했다.
“폐하께선 병사를 거느리지는 못해도 장수들을 잘 거느리시니, 이것이 저 신이 폐하께 사로잡힌 까닭입니다. 또 폐하는 이른바 '하늘이 내리신' 것이니, 이는 사람의 힘이 아닙니다.”
이 한신이 '많으면 많을수록 좋다'라고 한 데서 다다익선(多多益善)이란 말이 유래한다.

## 평가
한신(韓信)이 대장 인수(印綬)를 받을 때 한왕 유방(漢王 高祖 劉邦)에게  "신은 스스로 생각하기에 용감하고 사납고 어질고 굳센 점에서 항왕(項王 項羽)만 하거나 더 낫다고 봅니다."라고 말하였다.
사마천(司馬遷)은 한신은 겸양한 태도로 자기능력을 자랑하지 않았으면 주공, 태공망에 비길 인재였으나 그러지 못하여 자멸했다고 평하며 그의 오만함을 비판한다.

## 출전
- 사마천: 《사기》 권92 열전제92 회음후열전
- 반고: 《한서》 권34 한팽영노오전제4 중 한신전

| 선대 (첫 봉건) | 제1대 전한의 대장군 기원전 206년 ~ 기원전 203년 | 후대 () 번쾌 |

| 선대 (첫 봉건) | 제1대 전한의 제왕 기원전 203년 ~ 기원전 202년 | 후대 (1년 후) 제도혜왕 유비 |

| 선대 (첫 봉건) | 제1대 전한의 초왕 기원전 202년 ~ 기원전 201년 | 후대 초원왕 유교 |

| 선대 - | 제1대 전한의 회음후 기원전 201년 ~ 기원전 196년 | 후대 (봉국 폐지) 보장군? |